# Nevio Šetić
Nevio Šetić (Krmed, 11. studenoga 1958.), povjesničar, političar i publicist.

## Životopis
Srednju školu završio je u Puli, a na Filozofskom fakultetu u Zadru završio je studij povijesti i talijanskog jezika 1981. godine. Na istom je fakultetu završio poslijediplomski doktorski studij povijesti 2003. godine.
Od 1981. do 1985. radio je kao profesor povijesti u osnovnoj i srednjoj školi, od 1985. do 1988. bio je kustos Muzeja narodne revolucije Istre u Puli na Odjelu hrvatskog narodnog preporoda, a od 1988. do 1993. radio je kao istraživač suradnik Zavoda za povijesne i društvene znanosti HAZU-a u Rijeci – Radnoj jedinici u Puli. Pomoćnik je savjetnika predsjednika RH za unutarnju politiku od 1993. do 1998., a potom biva izabran za zastupnika u Hrvatskom saboru i vijećnika u Skupštini Istarske županije (1998. – 2004.). Šetić je između 2004. i 2007. bio državni tajnik za osnovno obrazovanje u Ministarstvu obrazovanja i znanosti.
Od 2008. do 2011. zastupnik je šestog saziva Hrvatskog sabora, izabran na listi HDZ-a. U Saboru je obnašao dužnosti člana Odbora za obrazovanje, znanost i kulturu, Odbora za europske integracije i Odbora za ravnopravnost spolova.
Proučava prošlost Istre 19. i 20. stoljeća, posebno razdoblje francuske uprave, kao i proces integracije moderne hrvatske nacije u Istri te novovjeke veze između Istre i Dalmacije i drugih hrvatskih zemalja. Od 1997. honorarno predaje na Filozofskom fakultetu u Puli Povijest srednje i jugoistočne Europe od kraja 18. stoljeća do 1914., a na današnjem Sveučilištu Jurja Dobrile u Puli izvanredni je profesor povijesti.
Sudjelovao je na dvadesetak znanstvenih skupova i napisao stotinjak rasprava i stručnih radova u znanstvenim zbornicima, časopisima, godišnjacima, monografijama. Piše i stručne priloge za dnevni tisak. Objavljuje i publicističko-političke priloge. Odlikovan i nagrađivan u više navrata.
Pročelnik je Zmajskog stola u Pazinu Družbe "Braća Hrvatskoga Zmaja", a u njoj ima ime Zmaj od Istre. Od 2011. godine izabran je za velikog meštra Družbe.
Oženjen je i otac je dvoje djece.

## Djela
- Napoleon u Istri
- Istra između tradicionalnog i modernog
- Iz istarskog novovjekovlja
- Istarski razgovori, ili, Prilog viziji razvitka modernoga hrvatskoga društva u Istri (autor Nevio Šetić, urednik Albino Crnobori), 2003.
- Pedeset pulastri, Istra, Zagreb, 2006. (publicističko prisjećanje i autobiografski zapis, knjiga sjećanja o Puli njegove mladosti) (gl. ur. Nevio Šetić, autor Albino Crnobori)